# Zhelezīnka Aūdany
Zhelezīnka Aūdany är ett distrikt i Kazakstan.   Det ligger i oblystet Pavlodar, i den nordöstra delen av landet, 400 km nordost om huvudstaden Astana.